# Chaerephon bregullae
Chaerephon bregullae är en däggdjursart i familjen veckläppade fladdermöss som förekommer i Oceanien. Arten listades tidvis i släktet Tadarida.
Arten är utan svans cirka 6 cm lång. Kännetecknande är den långa och tjocka svansen samt stora öron. Pälsen har en gråbrun färg. Chaerephon bregullae jagar insekter med hjälp av ekolokalisering. Ungar föds oftast under december.
Denna fladdermus förekommer på olika öar som tillhör Fiji och Vanuatu. Fossil hittades även på Tonga. Chaerephon bregullae observerades i olika habitat som skogar i låglandet och i bergstrakter, odlingsmark och havet nära kusten. Individerna vilar i grottor och bildar kolonier som kan ha flera tusen medlemmar. Grottor med kolonier är endast känd från öarna Vanua Levu och Taveuni. Ibland registreras individer upp till 110 km bort från dessa öar. Det förklaras med artens utmärkta flygförmåga. Chaerephon bregullae kan liksom andra veckläppade fladdermöss utföra långa vandringar.
Det finns bara ett fåtal lämpliga grottor på öarna. IUCN listar arten på grund av det begränsade utbredningsområde och då beståndet minskar som starkt hotad (EN).
Året 2016 inrättades av organisationen Bat Conservation International (BCI) i samarbete med lokala myndigheter en skyddszon kring grottan Nakanacagi (eller Beka Beka grotta) där den största kolonin av arten vilar. Kolonin utgör uppskattningsvis 95 procent av hela populationen. Skyddszonen blev möjligt efter att ägaren av fastigheten där grottan ligger donerade 13,5 hektar till staten Fiji.